# Vogue (dans)
För andra betydelser, se Vogue (olika betydelser).
| Vogue |
| --- |
| - Betydelse – stiliserad, modern house-dansstil - Ursprung – 1980-talet, Harlem - Varianter – Old Way (före 1990), New Way (efter 1990), Vogue Fem (cirka 1995) - Relaterade stilar – locking, popping, waacking/punking |

Vogue är en stiliserad, modern housedansstil som utvecklades inom den HBTQ-subkultur som förekom på ballroomscenen i Harlem i New York under 1980-talet, med rötter från afroamerikanska klubbar i stadsdelen från slutet av 1960-talet. Vogue blev allmänt känt genom Madonnas låt och musikvideo "Vogue" (1990) och dokumentären Paris Is Burning från samma år. Under 2000-talet återsågs vogue i media då dansgruppen "Vogue Evolution" tävlade i  fjärde säsongen av America's Best Dance Crew.

## Historia

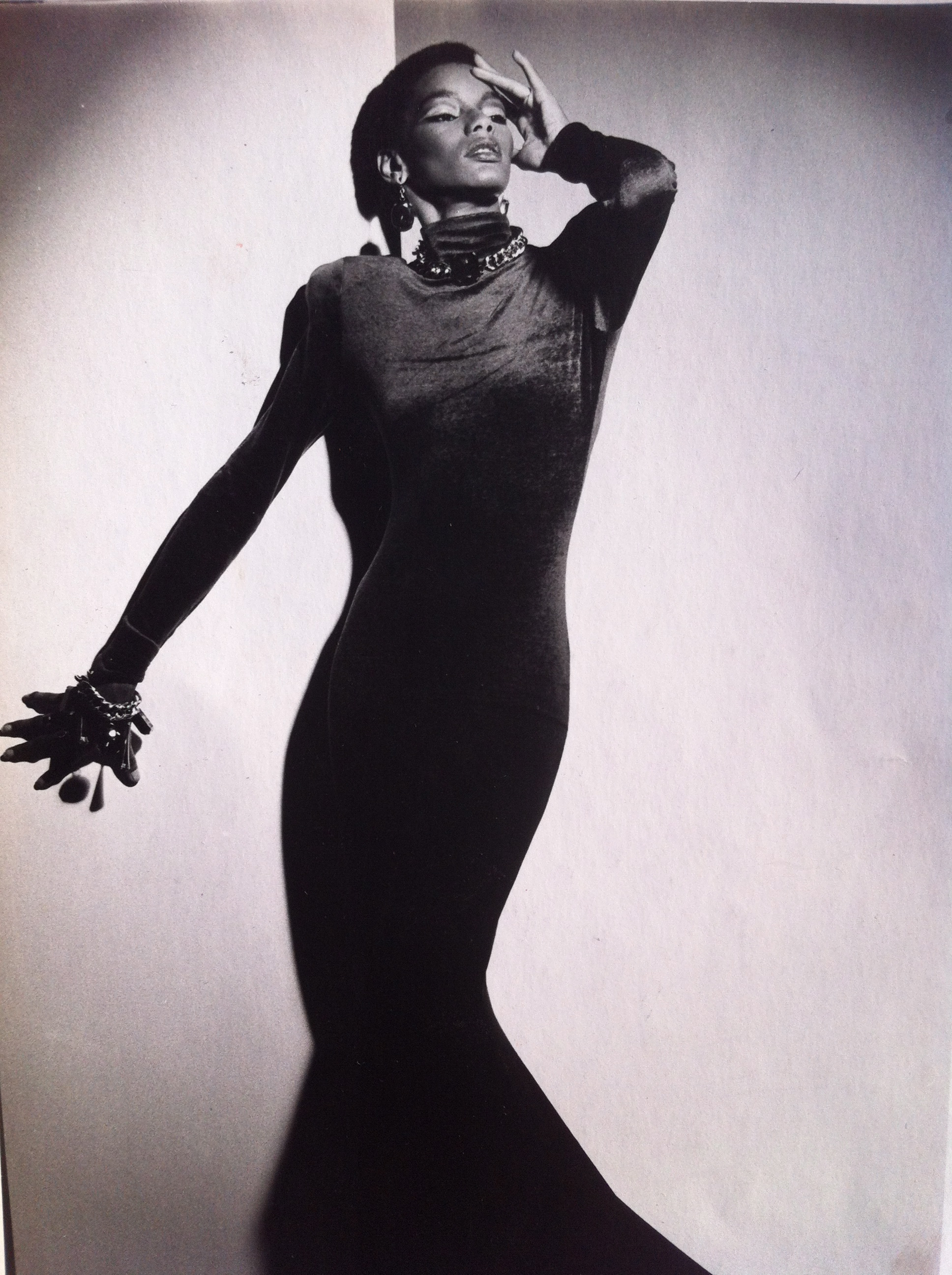
Dansstilen vogue hämtade inspiration från modellposer med raka linjer och skarpa vinklar, ur modemagasin som Vogue och kombinerade det med hårda ben-, arm- och kroppsrörelser.

Voguing är inspirerad av estetiken från modemagasin som Vogue, där dansaren kombinerar klassiska modellposer med raka linjer och skarpa vinklar, samt hårda ben-, arm- och kroppsrörelser. Dansstilen växte fram på afroamerikanska klubbar i stadsdelen Harlem i New York under tidigt 1960-tal. Först kallades det "presentation" och senare "performance" ("uppträdande"/"utförande"). Med åren kom dansstilen att utvecklas med mer avancerade rörelser och extrema poser, och började nu kallas "vogue". Stilen fortsatte att utvecklas, och utövas frekvent inom den afroamerikanska gaykulturen med tävlingar i större städer — främst New York City.
Tävlingarna, eller balerna som de kallas, organiseras av olika "hus" — familjelika HBTQ-kollektiv med dansare. Bland de legendariska husen kan nämnas House of Garcon, House of Icon, House of Khanh, House of Evisu, House of Karan, House of Mizrahi, House of Xtravaganza, House of Ebony, House of Revlon, House of Prodigy, House of Escada, House of Omni, House of Princess, House of Aviance, House of Legacy, House of Magnifique, House of Milan, House of Infiniti, House of Pend'avis, House of LaBeija, House of McQueen, House of Ninja, House of Suarez och House of Andromeda med flera. "Legendarisk" är ett begrepp inom balkulturen som används om hus som har "levererat", det vill säga att de tävlat på catwalken under minst tjugo års tid. Huset Ninja grundades av Willi Ninja, som ses som voguens gudfader. Medlemmar av ett hus kallas för "barn", husfadern eller husmoderns söner och döttrar. Ibland byter dansare sitt officiella efternamn för att visa vilket hus de tillhör.

## Stilar
Det finns idag tre skilda stilar inom vogue: Old Way (före 1990); New Way (efter 1990); och Vogue Fem (cirka 1995). Vogue Fem har ibland använts inom baltävlingarna som en övergripande term för överdrivet feminin vogue, redan på 1960-talet som ett erkänt sätt av vogua, men det var alltså först under mitten av 1990-talet som det kom att bli en mer specifik stil. Andra vogue-stilar är till exempel handgester och "dramatics" ("teatraliskt sätt"), även om dessa oftast räknas in som delar av Vogue Fem.
Det bör tilläggas att skillnaderna mellan "Old Way" och "New Way" uppfattas olika i olika åldrar. Varje generation refererar ofta till de sätt att dansa vogue som var före deras tid som "the old way" ("det gamla sättet"). Vogue-dansare överför ofta termerna för att inkludera det som för dem är gammalt, även om stilen över årtionden utvecklas och förändras. Tio år från idag har troligtvis därför det som idag uppfattas som "new way" blivit "old way".

### Old way
Den gamla stilen kallas som sagt Old Way, och kännetecknas av linjer, symmetri och precision när dansaren graciöst visualiserar olika former på ett flytande sätt. Forna Egyptens hieroglyfer och poser från modeindustrin har inspirerat estetiken i "old way". I dess renaste, historiska form, är den gamla stilen en duell mellan två rivaler. Enligt de äldre old way-traditionerna ska en av de tävlande "låsa fast" den andre för att vinna duellen. Fastlåsningen innebar att få den andre att inte har utrymme att fortsätta sina dansrörelser medan den andre fortsätter sin dans (vanligen voguingrörelser med armar och händer, så kallat "hand performance" medan motståndaren är "fastlåst" mot golvet och gör "golvsteg" eller emot en vägg).

### New way
New way känns igen på dess skarpa, stela rörelser samt av "klick" (då dansaren förvrider extremiteter, särskilt armarna, vid lederna) och "armkontroll" (illusioner med händerna och handlederna, som ibland inkluderar tutting och locking). New way kan således jämföras med rörelsespråket hos en mim där geometriska former, såsom en låda, målas upp genom rörelser för att flyttas runt dansarens kropp för att visa upp hans eller hennes skicklighet och minne. Inom new way strävar man även efter hög vighet.

### Vogue Fem
Vogue Fem karaktäriseras av svepande rörelser med ett feminint rörelsespråk, influerat av balett, jazzdans och modern dans. Vid dansandet av Vogue Fem kan stilen variera från "Dramatics" (som omfattar olika snabba rörelser) till "Soft" (som går ut på att röra sig graciöst, vackert och flytande mellan de fem elementen. Ordet "Fem" kommer från franskans femme, som betyder "kvinna".
Det finns fem huvudelement inom Vogue Fem: hand performance, catwalk, duckwalk, floor performance och dips och drops. Under icke-officiella uppträdanden kan även snurrar eller piruetter ingå som element, men på Vogue-tävlingar och baler bedöms endast de fem ursprungliga. Vid ett Vogue Fem-battle ska dansarna visa upp alla fem element på ett underhållande sätt.
- Hand performance ("handutförande") är rörelser med armar, handleder, händer och fingrar.
- Catwalk innebär att gå upprätt likt en mannekäng.
- Duckwalk ("ankgång") innebär att ta sig fram på huk, med snärtande kickar och hasande rörelser vilket kräver mycket balans.
- Floor performance ("golvutförande") är rörelser utförda på golvet, främst med ben, knän och torso. Dramatiska dips ("fall") görs från stående position där dansaren lyfter en benet samtidigt som han eller hon böjer det andra ena benet (ofta stående på tå) och hastigt sänker kroppen till golvet med minimalt stöd för att uppvisa benstyrka och vighet. Mjuka dips påminner om de förra men bryts upp i flera moment. Ofta görs de efter snurrar eller direkt från duckwalk men mer sällan direkt från stående. Vid fallet tar man vanligen stöd med en eller båda armarna för att avlasta tyngden.

### Runway
Runway är en av subgenrer inom vogue och syftar på mannekängernas catwalk, där utövarna tävlar om vem som går snyggast på catwalken. Ofta har dessa tävlingar en för kvällen obligatorisk klädkod.

## Regionala scener och kapitel
Ballroom-scenen har utvecklats till en nationell underground-danssport med stora baler i olika regioner. New York fortsätter att vara balscenens mecca, liksom för dansstilen i stort, men det förekommer också andra viktiga städer.

### USA
I Mellanvästern är Chicago och Detroit de främsta, med Atlanta, Charlotte, Dallas och Miami är de viktigaste städerna i Sydstaterna. På västkusten är det främst Los Angeles och Las Vegas medan Östkusten domineras av Baltimore, Washington D.C., Connecticut, Philadelphia, Pittsburgh och Virginia.

### Internationellt
Ballroomkulturen och vouging har även spridit sig runt om i världen. Städer och länder med stark balkultur är bland andra Helsingfors i Finland, Japan, Ryssland, Tyskland, Frankrike, Kanada och Mexiko. Även i Sverige finns en Ballroom-community, om än spridd över landet. I London utbröt den 13 juni 2016 ett spontant Vogue-battle på öppen gata i gaykvarteret Soho, i samband med minnesstunden för de som föll offer vid massakern på en gayklubb i Orlando, Florida.

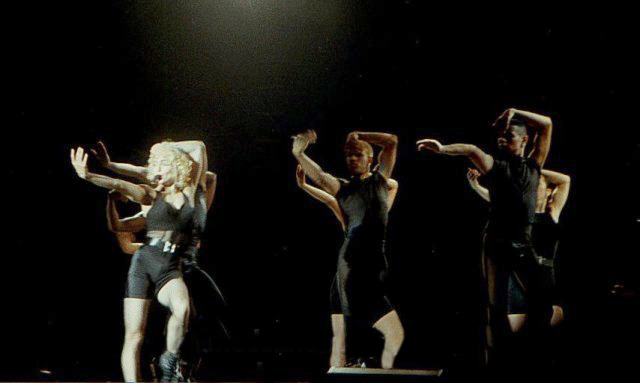
Det var framförallt Madonna och hennes låt Vouge som gjorde att allmänheten fick kännedom om dansstilen. Här syns hon tillsammans med sina dansare under turnén Blond Ambition, från samma år som singeln.

## Kunskap om subkulturen hos allmänheten
Vogue blev allmänt känt kring 1990 genom Madonnas låt och musikvideo "Vogue". Madonna blev inspirerad av voguedansarna och koreograferna Jose Gutierez Xtravaganza och Luis Xtravaganza som introducerade vogueing för henne på klubben Sound Factoryi New York. 1990 släpptes även dokumentären Paris Is Burning vilken vann stora jurypriset vid Sundance filmfestival 1991, vilken skildrar delar av voguekulturen.
Många artister har därefter använt vogue i sina dansnummer. I musikvideor och på konserter med exempelvis svenska sångaren Hanna Lindblad och brittiska sångaren FKA twigs förekommer återkommande smakprov på vogue. Transpersonen Leiomy "Wonderwoman" Maldonado, medlemmen i gruppen Vogue Evolution, har skapat  en egen signaturrörelse som kallas Leiomy Lolly. Rörelsen förekommer i Britney Spears video till "If U Seek Amy", i Beyoncé och Lady Gagas video till "Telephone". Leiomy medverkar även själv som vogue-dansare i Willow Smiths video till låten "Whip My Hair". 

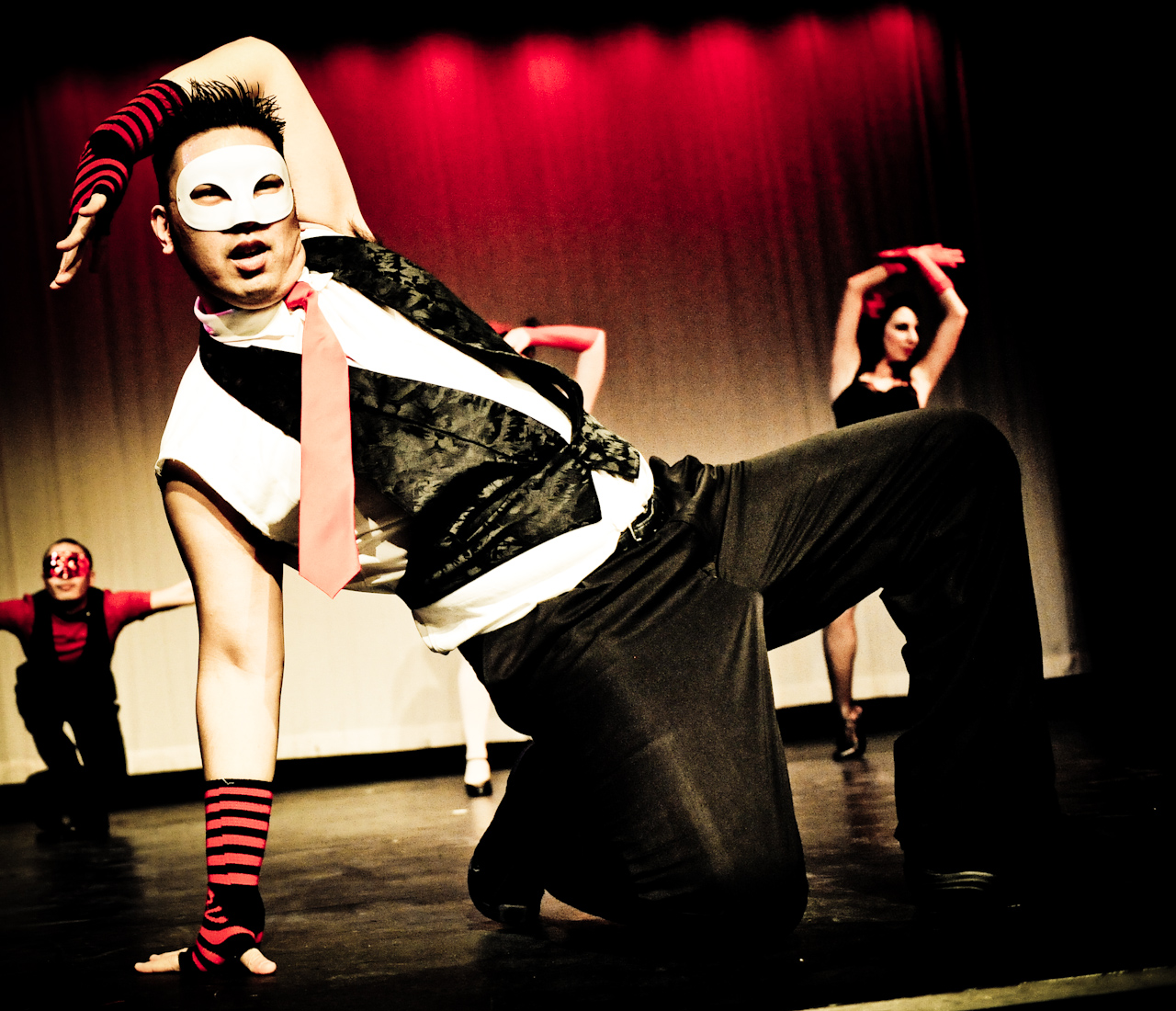
Idag förekommer vogue eller element tagna från stilen i många olika danssammanhang.

Flera musikvideor visar upp voguens karaktäristiska "dipp", som i Lil Mama och Chris Browns video till "Shawty Get Loose", i Chris Browns video "Kiss Kiss", Christina Milians video till "Dip It Low", Beyoncés video till "Get Me Bodied", Michael Jacksons "Remember the time", Yelles video till "Complètement fou" och Kat DeLunas video till "Drop It Low".
Voguing förekommer också på film, tv och i digitala medier. Maskeradbalsscenen i filmatiseringen av Fantomen på operan innehåller element av vogue. Dessutom finns flera populära YouTube-videor och kanaler, som BallroomThrowbacks, JackMizrahi, och TheLunaShowNY, som alla har återkommande vogue-klipp.
Under 2013 släppte svenska synthpopduon Icona Pop en musikvideo till låten "All Night", där temat är inspirerat av filmen Paris is Burning med vogue-battles. Singeln finns med på albumet "This Is... Icona Pop". I maj 2013 använde det sydkoreanska pojkbandet Shinhwa dansstilen till sin låt "This Love". Dansen kan också ses i Gorgon Citys musikvideo till låten Go All Night.